# Máel Coba mac Áedo
Máel Coba (... – 615) è stato un re irlandese che, per alcune fonti, sarebbe stato anche re supremo d'Irlanda.
Máel Coba era figlio di Áed mac Ainmuirech (morto nel 598) e fratello di Domnall mac Áedo (morto nel 642), che furono entrambi sovrani supremi. Appartenevano ai Cenél Conaill del nord, ramo degli Uí Néill. Segue Áed Uaridnach nella lista dei sovrani e precede Suibne Menn. Máel Coba fu ucciso da Suibne Menn nel 615, che sembrerebbe aver posto sul trono Óengus mac Colmáin, almeno nominalmente.
Ebbe due figli, che, secondo alcune fonti, sarebbero stati re supremi insieme: Cellach e Conall.

### Fonti
- Annali dell'Ulster (431-1201)